# Boklok
Boklok, stiliserat som BoKlok, är ett boendekoncept utvecklat av Skanska och IKEA. Företaget producerar och säljer cirka 1 200 hem om året, både flerbostadshus och radhus. Företaget ansvarar för hela värdekedjan, från produktutveckling, projektutveckling och tillverkning i fabrik till byggnation, försäljning och kundrelationerna efter inflyttning. Boklok har cirka 400 medarbetare i Sverige, Norge, Finland och Storbritannien, och har byggt närmare 14 000 hem sedan starten 1996.  
De svenska husen byggs i trä i Gullringen, och huvudkontoret ligger i Malmö. Huvuddelen av bostäderna säljs som bostadsrätter, men en mindre andel blir till hyresrätter i kommunal eller privat regi.

## Historia
Allt började på en bomässa i Karlskrona 1993, när medarbetare på Skanska och IKEA möttes och konstaterades att det bara byggdes dyra bostäder och att det fanns utrymme för ett nytt segment på bostadsmarknaden som byggde tydligt nichade bostäder för hushåll med lägre inkomster. Den ensamstående sjuksköterskan blev en typkund som på sin lön skulle klara att bo i de bostäder man byggde.
Skanskas dåvarande vd Melker Schörling och grundaren för Ikea, Ingvar Kamprad, startade 1996 Boklok. Kamprad lyfts ofta fram som den drivande av konceptet, både av det ursprungliga och senare av företagets bostadskoncept som utformats speciellt anpassat för seniorer.
Kamprads vision var prisvärda bostäder, men de som realiserade idén och står bakom grundkonceptet är de tre kvinnorna:
- Inger Olsson, som jobbade som projektutvecklare på Skanska
- Madelene Nobs, som var heminredningsarkitekt på Ikea
- Gun Ahlström[7], arkitekt

1997 byggdes det första Boklok-husen i Ödåkra, utanför Helsingborg och ritningarna för dessa hus har sedan dess varit stommen i Boklok-konceptet..
Under senare år har grundkonceptet med trähus i två våningar utvecklats med nya fasadmaterial, upp till fyra våningsplan med hiss och loftgångar, samtidigt som man möjliggjort mer flexibilitet att blanda storleken på lägenheterna i samma byggnad och optimerat storleken på byggelementen för lastbilstransport vilket minskat transportkostnaderna och företagets koldioxidavtryck. Detta uppdaterade byggsystem kallas idag för Boklok Multi och har tagits fram i samarbete med arkitektbyrån sandellsandberg och arkitekten Thomas Sandell. Multi är en vidareutveckling av det tidigare flerfamiljshuset Flex, som efterföljde den ursprungliga modellen Classic.
Boklok har även tagit fram ett nytt koncept för äldre vuxna, kallat SilviaBo, utvecklat av Stiftelsen Silviahemmet, Boklok och IKEA tillsammans.  Idén till SilviaBo kommer från drottning Silvia och IKEA:s grundare Ingvar Kamprad. Det första fullskaliga SilviaBo-projektet invigdes i Mariastaden Helsingborg av drottning Silvia i maj 2022.